# Knud Jørgensen
Knud Jørgensen (22. september 1919 – 11. december 1990) var en dansk general i flyvevåbnet og forsvarschef.